# Val Roseg
Het Val Roseg (Duits: Rosegtal) is een bergdal in de Alpen. Het ligt in het Zwitserse kanton Graubünden. Het circa 10 km lange dal van de Ova da Roseg rivier in Engadin loopt van het Lej da Vadretmeer op 2160 meter hoogte tot dicht bij het treinstation van Pontresina op 1770 m ü.M.. Boven de vallei torent in het zuiden de Piz Roseg. Het dal is populair bij wandelaars. Ook wordt er in het dal onderzoek gedaan naar, onder andere, de effecten van klimaatverandering op biodiversiteit in bergbeekjes.